# Yekaterina Beliáyeva
Yekaterina Konstantínovna Beliáyeva –en ruso, Екатерина Константиновна Беляева– (Moscú, 22 de junio de 2003) es una deportista rusa que compite en saltos de plataforma.
Ganó una medalla de plata en el Campeonato Mundial de Natación de 2019 y siete medallas en el Campeonato Europeo de Natación entre los años 2018 y 2021.

## Palmarés internacional
| Campeonato Mundial | Campeonato Mundial      | Campeonato Mundial | Campeonato Mundial           |
| Año                | Lugar                   | Medalla            | Prueba                       |
| ------------------ | ----------------------- | ------------------ | ---------------------------- |
| 2019               | Gwangju (Corea del Sur) | Medalla de plata   | Plataforma 10 m sincro mixto |
| Campeonato Europeo |                         |                    |                              |
| Año                | Lugar                   | Medalla            | Prueba                       |
| 2018               | Glasgow (Reino Unido)   | Medalla de plata   | Plataforma 10 m sincro       |
| 2019               | Kiev (Ucrania)          | Medalla de oro     | Plataforma 10 m sincro mixto |
| 2019               | Kiev (Ucrania)          | Medalla de plata   | Equipo mixto                 |
| 2019               | Kiev (Ucrania)          | Medalla de bronce  | Plataforma 10 m sincro       |
| 2021               | Budapest (Hungría)      | Medalla de oro     | Plataforma 10 m sincro       |
| 2021               | Budapest (Hungría)      | Medalla de oro     | Equipo mixto                 |
| 2021               | Budapest (Hungría)      | Medalla de bronce  | Plataforma 10 m sincro mixto |